# Olympische Jugend-Sommerspiele 2010/Teilnehmer (Botswana)
| Gelbes Symbol für Goldmedaillen mit stilisierten Olympischen Ringen | Graues Symbol für Silbermedaillen mit stilisierten Olympischen Ringen | Braundes Symbol für Bronzemedaillen mit stilisierten Olympischen Ringen |
| ------------------------------------------------------------------- | --------------------------------------------------------------------- | ----------------------------------------------------------------------- |
| —                                                                   | —                                                                     | —                                                                       |

Die Jugend-Olympiamannschaft aus Botswana für die I. Olympischen Jugend-Sommerspiele vom 14. bis 26. August 2010 in Singapur bestand aus fünf Athleten.

## Athleten nach Sportarten

### Judo
Mädchen
- Neo Kapeko
Klasse bis 63 kg: 9. Platz
Mixed: 9. Platz (im Team Birmingham)

### Leichtathletik
| Mädchen - Winnie George 1000 m: 19. Platz | Jungen - Mmilili Dube Hochsprung: 12. Platz |

### Schwimmen
Jungen
- Adrian Todd
50 m Freistil: 27. Platz
50 m Schmetterling: 17. Platz
- Daniel Lee
50 m Freistil: 38. Platz
50 m Schmetterling: 18. Platz